# مهند إبراهيم
مهند إبراهيم لاعب كرة قدم سوري من مواليد الرقة والده من الرقة ومقيم في ليبيا منذ أكثر من عشرين سنة ووالدته من حمص . نشأ في حمص عند أخواله، يلعب مع الكرامة الحمصي، وقد خاض تجربة احترافية في عام 2009 مع الإتفاق وعاد في نفس العام إلى ناديه الأم ثم خاض تجربة الاحتراف الخارجي في نفس العام وذلك في نادي تبلتسي التشيكي وعاد إلى ناديه الأم في عام 2010 و في عام 2011 انتقل إلى نادي كفرسوم الأردني ثم انتقل في عام 2012 إلى نادي الوحدات الأردني ثم انتقل في عام 2013 إلى نادي الصناعة العراقي ثم انتقل في عام 2014 إلى نادي الأهلي البحريني و في نفس العام انتقل إلى نادي السيب العماني ثم انتقل في عام 2015 إلى نادي الشباب البحريني و مازال يلعب فيه حتى هذه اللحظة.

## روابط خارجية
- مهند إبراهيم على موقع قاعدة بيانات كرة القدم.إي يو (الإنجليزية)
- مهند إبراهيم على موقع ناشيونال فوتبول تيمز (الإنجليزية)
- مهند إبراهيم على موقع Soccerway.com (الإنجليزية)
- مهند إبراهيم على موقع كووورة